# Stelis gunningiana
Stelis gunningiana là một loài thực vật có hoa trong họ Lan. Loài này được (Barb.Rodr.) ined. miêu tả khoa học đầu tiên.

## Hình ảnh

- Tập tin:Specklinia grobyi (as syn. Pleurothallis marmorata) - Stelis gunningiana (as Pl. hians) - Specklinia grobyi (as Pl. grobyi var. trilineata) - Flora Brasiliensis 3-4-99.jpg